# Jumla District
Jumla District er et af Nepals 75 administrative og politiske regioner, betegnet distrikter (lokalt betegnet district, zilla, jilla el. जिल्ला). Jumla er et bjerg-distrikt, som ligger i Karnali Zone i Mid-Western Development Region.
Jumla areal er 2.531 km² og der boede ved folketællingen 2001 i alt 69.226 og i 2007 77.325 i distriktet. Distriktets politiske organ District Development Committee er sammensat gennem indirekte valg, med repræsentation fra hver af de 9-17 administrative enheder ilakaer, hvert distrikt er opdelt i. 
Jumla District er endvidere opdelt i 30 udviklingskommuner (lokalt navn: Gaun Bikas Samiti (G.B.S.) el. Village Development Committee (VDC)), hvoraf byer med over 10.000 indbyggere kategoriseres som købstæder (municipalities). 
Jumla District er udviklingsmæssigt – gennem anvendelse af FN og UNDP's Human Development Index – kategoriseret som nr. 70 ud af Nepals 75 distrikter.

## Eksterne links
- Kort over Jumla District
- Jumla District sundhedsprofil – fra FN-Nepal (på engelsk)

29°16′31″N 82°11′00″Ø / 29.2753°N 82.1833°Ø